# Old College

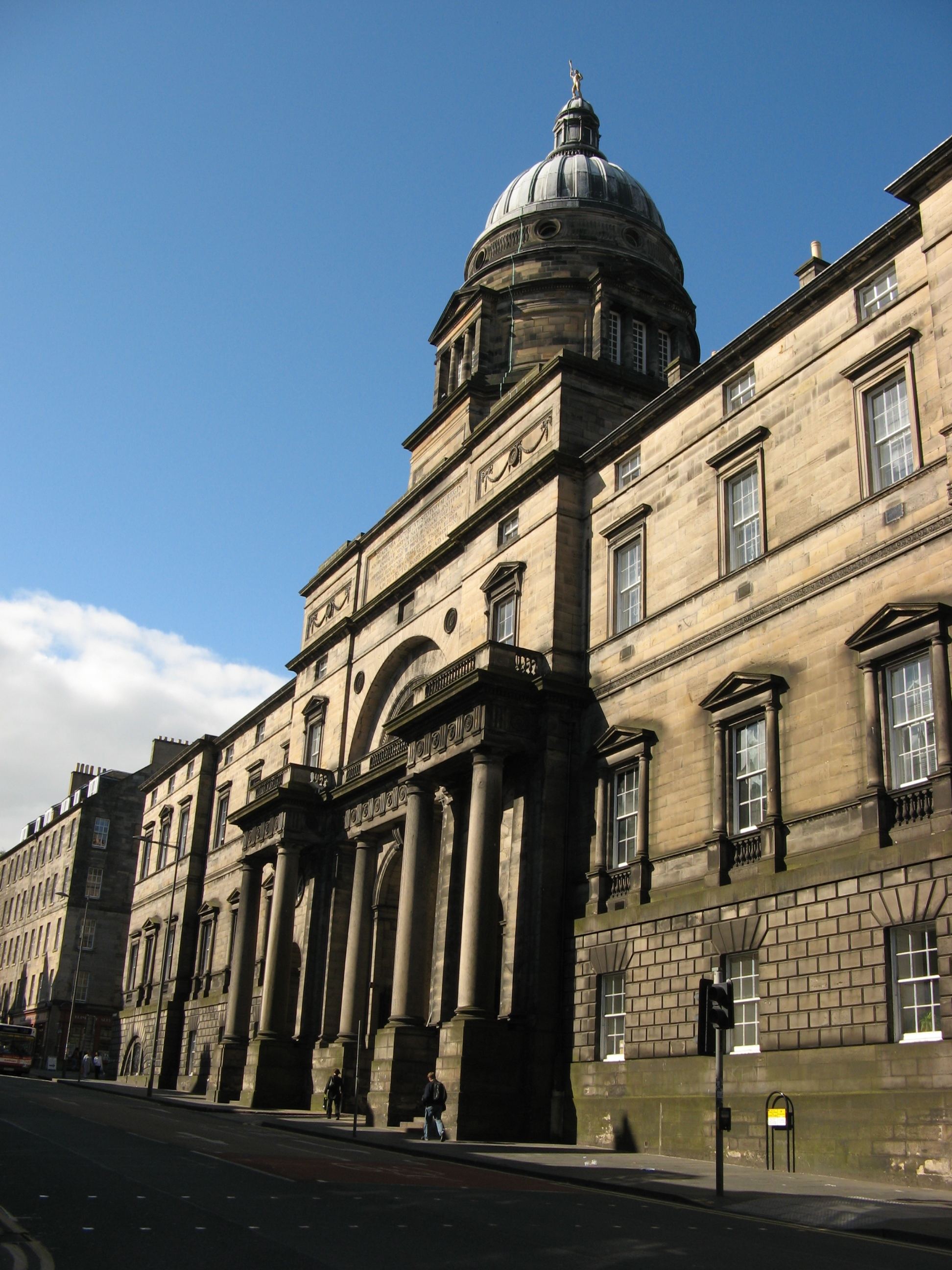
Old College, Universidade de Edimburgo. Projetado por Robert Adam.

Old College é um prédio da Universidade de Edimburgo, localizado na Cidade Velha e que abriga a Escola de Direito. Foi projetado por Robert Adam na década de 1790. 